# Gyranusoidea albiclavata
Gyranusoidea albiclavata är en stekelart som först beskrevs av William Harris Ashmead 1905.  Gyranusoidea albiclavata ingår i släktet Gyranusoidea och familjen sköldlussteklar. Inga underarter finns listade i Catalogue of Life.